# Phytomyza marginella
Phytomyza marginella este o specie de muște din genul Phytomyza, familia Agromyzidae, descrisă de Fallen în anul 1823.
Este endemică în Sweden. Conform Catalogue of Life specia Phytomyza marginella nu are subspecii cunoscute.